# Cynthia Bolingo
Cynthia Bolingo, född 12 januari 1993, är en friidrottare från Belgien. Hon deltog vid olympiska sommarspelen 2016 och olympiska sommarspelen 2020.